# Martin Dunwoody
Martin John Dunwoody (né le 3 novembre 1938) est professeur émérite de mathématiques à l'Université de Southampton, en Angleterre.

## Biographie
Il obtient son doctorat en 1964 à l'Université nationale australienne. Il occupe des postes à l'Université du Sussex avant de devenir professeur à l'Université de Southampton en 1992. Il est professeur émérite depuis 2003.
Dunwoody travaille sur la théorie géométrique des groupes et la topologie de basse dimension. Il est un expert de premier plan dans les divisions et l'accessibilité des groupes discrets, des groupes agissant sur les graphes et les arbres, les décompositions JSJ, la topologie des 3-variétés et la structure de leurs groupes fondamentaux.
Depuis 1971, plusieurs mathématiciens travaillent sur la conjecture de Wall, posée par Wall dans un article de 1971, qui dit que tous les groupes de type fini sont accessibles. En gros, cela signifie que chaque groupe de génération finie peut être construit à partir de groupes finis et à un bout via un nombre fini de produits libres fusionnés et d'extensions HNN sur des sous-groupes finis. Au vu du théorème de Stallings sur les bouts des groupes, les groupes à un bout sont précisément les groupes infinis de type fini qui ne peuvent pas être décomposés de manière non triviale en produits amalgamés ou en extensions HNN sur des sous-groupes finis. Dunwoody prouve la conjecture de Wall pour les groupes de présentation finie en 1985. En 1991, il réfute finalement la conjecture de Wall en trouvant un groupe de type fini qui n'est pas accessible.
Dunwoody trouve une preuve théorique des graphes du théorème de Stallings sur les bouts des groupes en 1982, en construisant certaines décompositions de graphes invariantes en automorphisme arborescent. Ce travail est développé en théorie importante dans le livre Groups acting on graphs, Cambridge University Press, 1989, avec Warren Dicks. En 2002, Dunwoody propose une preuve de la conjecture de Poincaré. La preuve suscite un intérêt considérable parmi les mathématiciens, mais une erreur est rapidement découverte et la preuve est retirée. La conjecture est ensuite prouvée par Grigori Perelman, suivant le programme de Richard S. Hamilton.